# St. Louis City SC
St. Louis City SC – amerykański klub piłkarski z siedzibą w Saint Louis. Utworzony w 2019 roku. W Major League Soccer zadebiutował w sezonie 2023.